# 시모노미야역
시모노미야역(일본어: 下野宮駅)은 일본 이바라키현 구지군 다이고정에 위치한 동일본 여객철도 스이군선의 철도역이다. 단선 승강장 1면 1선의 구조를 갖춘 지상역이다.

## 역 주변
- 국도 제118호선
- 구지 강

## 역사
- 1930년 4월 16일 : 개업.
- 1987년 4월 1일 : 일본국유철도 분할 민영화에 의해, 동일본 여객철도가 승계.

## 인접 역
| 스이군선               | 스이군선   | 스이군선                   |
| ---------------------- | ---------- | -------------------------- |
| 히타치다이고 미토 방면 | ■ 스이군선 | 야마쓰리야마 고리야마 방면 |